# Ацетат ртути(II)
Ацетат ртути(II) — соль ртути и уксусной (этановой) кислоты. Формула — Hg(CH3COO)2.
Ацетат ртути(II) используется как катализатор и для получения ртутьорганических соединений.

## Токсичность
Ацетат ртути является высокотоксичным соединением, поскольку он растворим в воде и содержит ионы ртути. Симптомы отравления ртутью включают периферическую нейропатию, изменение цвета кожи и десквамацию (шелушение и/или слущивание кожи). Хроническое воздействие может привести к снижению интеллекта и почечной недостаточности.